# Dick's Picks Volume 15
Dick's Picks Volume 15 es el décimo quinto álbum en vivo de Dick's Picks, serie  de lanzamientos en vivo de la banda estadounidense Grateful Dead. Fue grabado el 3 de septiembre de 1977 en el Raceway Park, en Englishtown, Nueva Jersey. Este es el primer Dick's Picks que utiliza el formato de CD digital compatible con alta definición (HDCD).
Este fue el primer lanzamiento de Dick's Picks publicado después de la muerte de Dick Latvala, por quien se nombra la serie.

## Caveat emptor
Cada volumen de Dick's Picks tiene su propia etiqueta “caveat emptor”, que informa al oyente sobre la calidad del sonido de la grabación. La etiqueta del volumen 15 dice:
“Este lanzamiento fue masterizado digitalmente directamente de las cintas originales. Es un vistazo de historia, no una grabación profesional moderna y, por lo tanto, puede exhibir algunas anomalías técnicas y los efectos inevitables de los estragos del tiempo.”

## Carta adjunta y notas de álbum
El lanzamiento incluye dos hojas de papel grapadas juntas en el medio, lo que da como resultado un anexo de ocho páginas. El frente duplica la portada del CD y la parte posterior contiene un dibujo circular de un cráneo de cíclope gris con una sola tibia cruzada respaldada por un cielo azul con algunas nubes.
En el interior, la primera página a la izquierda presenta una fotografía en color de la banda en el escenario, y la página a la derecha enumera el contenido y los créditos del lanzamiento. Las dos páginas del medio contienen una reseña de dos páginas del espectáculo, y las dos últimas páginas contienen una pequeña fotografía de Dick Latvala y una foto grande, desde lo alto y detrás del escenario, de la multitud en el espectáculo. El mensaje “Gente de la Tierra” mencionado anteriormente aparece en la parte inferior del lado izquierdo de estas dos páginas, debajo de la foto de Dick.

## Recepción de la crítica
Stephen Lewis, crítico de Something Else!, lo describió como “posiblemente su mejor era y uno de sus mejores espectáculos”. John Metzger de The Music Box lo calificó como “otro maravilloso lanzamiento en la serie de Dick's Picks”. El crítico Dan Alford comentó: “Un gran concierto en un festival, la actuación es lo suficientemente grande como para igualar a la multitud. Todo el primer set tiene una sensación de estrella de rock alta”.

## Lista de canciones
Todas las canciones escritas y compuestas por Jerry García y Robert Hunter, excepto donde esta anotado. 
| Disco uno |                                          |                                     |          |  |
| N.º       | Título                                   | Escritor(es)                        | Duración |  |
| 1.        | «Introduction»                           | John Scher                          | 0:42     |  |
| 2.        | «Promised Land»                          | Chuck Berry                         | 5:09     |  |
| 3.        | «They Love Each Other»                   |                                     | 7:42     |  |
| 4.        | «Me & My Uncle»                          | John Phillips                       | 3:53     |  |
| 5.        | «Mississippi Half-Step Uptown Toodleloo» |                                     | 13:35    |  |
| 6.        | «Looks Like Rain»                        | John Perry Barlow Bob Weir          | 7:53     |  |
| 7.        | «Peggy-O»                                | tradicional, arr. por Grateful Dead | 9:19     |  |
| 8.        | «New Minglewood Blues»                   | Noah Lewis                          | 5:21     |  |
| 9.        | «Friend of the Devil»                    | John Dawson García Hunter           | 8:14     |  |
| 10.       | «The Music Never Stopped»                | Barlow Weir                         | 7:04     |  |

| Disco dos |                      |                           |          |  |
| N.º       | Título               | Escritor(es)              | Duración |  |
| 1.        | «Bertha»             |                           | 8:36     |  |
| 2.        | «Good Lovin'»        | Rudy Clark Arthur Resnick | 6:01     |  |
| 3.        | «Loser»              |                           | 8:38     |  |
| 4.        | «Estimated Prophet»  | Barlow Weir               | 9:30     |  |
| 5.        | «Eyes of the World»  |                           | 13:18    |  |
| 6.        | «Samson and Delilah» | Reverend Gary Davis       | 6:41     |  |

| Disco tres |                    |                                    |          |  |
| N.º        | Título             | Escritor(es)                       | Duración |  |
| 1.         | «He's Gone»        |                                    | 14:19    |  |
| 2.         | «Not Fade Away»    | Charles Hardin Holley Norman Petty | 19:59    |  |
| 3.         | «Truckin'»         | García Hunter Phil Lesh Weir       | 10:06    |  |
| 4.         | «Terrapin Station» |                                    | 11:03    |  |

## Créditos y personal
Créditos adaptados desde el folleto que acompaña al CD.
Grateful Dead
- Jerry García – voz principal y coros, guitarra líder
- Donna Jean Godchaux – coros
- Keith Godchaux – teclado
- Mickey Hart – batería
- Bill Kreutzmann – batería
- Phil Lesh – bajo eléctrico, coros
- Bob Weir – guitarra rítmica, coros

Personal técnico
- Betty Cantor-Jackson – grabación
- Dick Latvala – archivista
- Jeffrey Norman – masterización
- John Cutler – escrutador magnético

Diseño
- Gekko Graphics – diseño de portada
- Jim Anderson, John Oliver – fotografía